# 2756 Dzhangar
A 2756 Dzhangar (ideiglenes jelöléssel 1974 SG1) a Naprendszer kisbolygóövében található aszteroida. Ljudmila Ivanovna Csernih fedezte fel 1974. szeptember 19-én.